# Vladimir Soukatchev
Pour les articles homonymes, voir Soukatchev.
Vladimir Nikolaïevitch Soukatchev ou Soukatchov (en russe : Владимир Николаевич Сукачёв ; ISO-9 : Vladimir Nikolaevič Sukačёv), né le 26 mai 1880 (7 juin dans le calendrier grégorien) à Alexandrovka, dans le gouvernement de Kharkov (Empire russe), et mort le 9 février 1967 à Moscou (Union soviétique), est un botaniste soviétique spécialisé dans la géobotanique.

## Biographie
Vladimir Nikolaïevitch Soukatchev naît le 26 mai 1880 (7 juin dans le calendrier grégorien) à Alexandrovka, dans le gouvernement de Kharkov. Après un passage au Realgymnasium (lycée moderne) de Kharkov jusqu'en 1898, il entre à l'académie forestière de Saint-Pétersbourg, où il est étudie auprès d'Ivan Parfenievitch Borodine (en) (1847-1930) et Guéorgui Fiodorovitch Morozov (en) (1867-1920). Il en sort diplômé en 1902.
Il dirige de 1919 à 1941 la chaire de dendrologie de l'académie forestière, dont il est le fondateur, ainsi que la chaire de systématique végétale. De 1941 à 1943, il dirige la chaire de sciences biologiques de l'institut technico-forestier de l'Oural, situé à Sverdlovsk. Il est professeur à l'institut forestier de Moscou (en) de 1944 à 1948, et à l'université de Moscou (dont il dirige la chaire de géobotanique) de 1946 à 1953.
Il introduit au début des années 1940 le concept de biogéocénose, et avec lui la biogéocénologie.
En 1944, il initie au sein de l'Académie des sciences d'URSS l'institut de la Forêt (en), situé à Krasnoïarsk, dont il prend la tête jusqu'en 1959. Il inaugure ensuite un laboratoire à l'institut de la Forêt de l'Académie des sciences (situé à Ouspenskoïe, près de Moscou), qu'il dirige de 1959 à 1962. En 1965, il fonde également un laboratoire de biocénologie rattaché à l'institut de botanique de l'Académie des sciences.
En 1955, il fait partie des signataires du « manifeste des Trois-Cents », rédigé par des scientifiques dénonçant le lyssenkisme. Il devient en parallèle président de la Société des naturalistes de Moscou, fonction qu'il exerce de 1955 à 1967. Membre fondateur de la Société botanique de Russie en 1915, il préside également cette dernière de 1946 à 1964 (il en est ensuite président d'honneur).
Membre correspondant de l'Académie des sciences d'URSS (de Russie de 1920 à 1925) de 1920 à 1943, puis membre effectif, Vladimir Soukatchev est aussi nommé membre de l'Académie des sciences de Pologne en 1959 et membre correspondant de l'Académie forestière de Tchécoslovaquie en 1927.
Il meurt le 9 février 1967 à Moscou. Il est enterré au cimetière de la Présentation.
Une partie de l'herbier de Soukatchev, comprenant un millier de feuillets de plantes de la région de Koursk, se trouve aujourd'hui à l'herbier Borodine de l'Académie technico-forestière de Saint-Pétersbourg.

## Décorations
- Héros du travail socialiste (1965)
- Récipiendaire de l'ordre de Lénine (à trois reprises)
- Ordre du Drapeau rouge du Travail
- Ordre de l'Insigne d'honneur
- Diverses médailles de sociétés savantes de botanique et de géographie

## Quelques publications

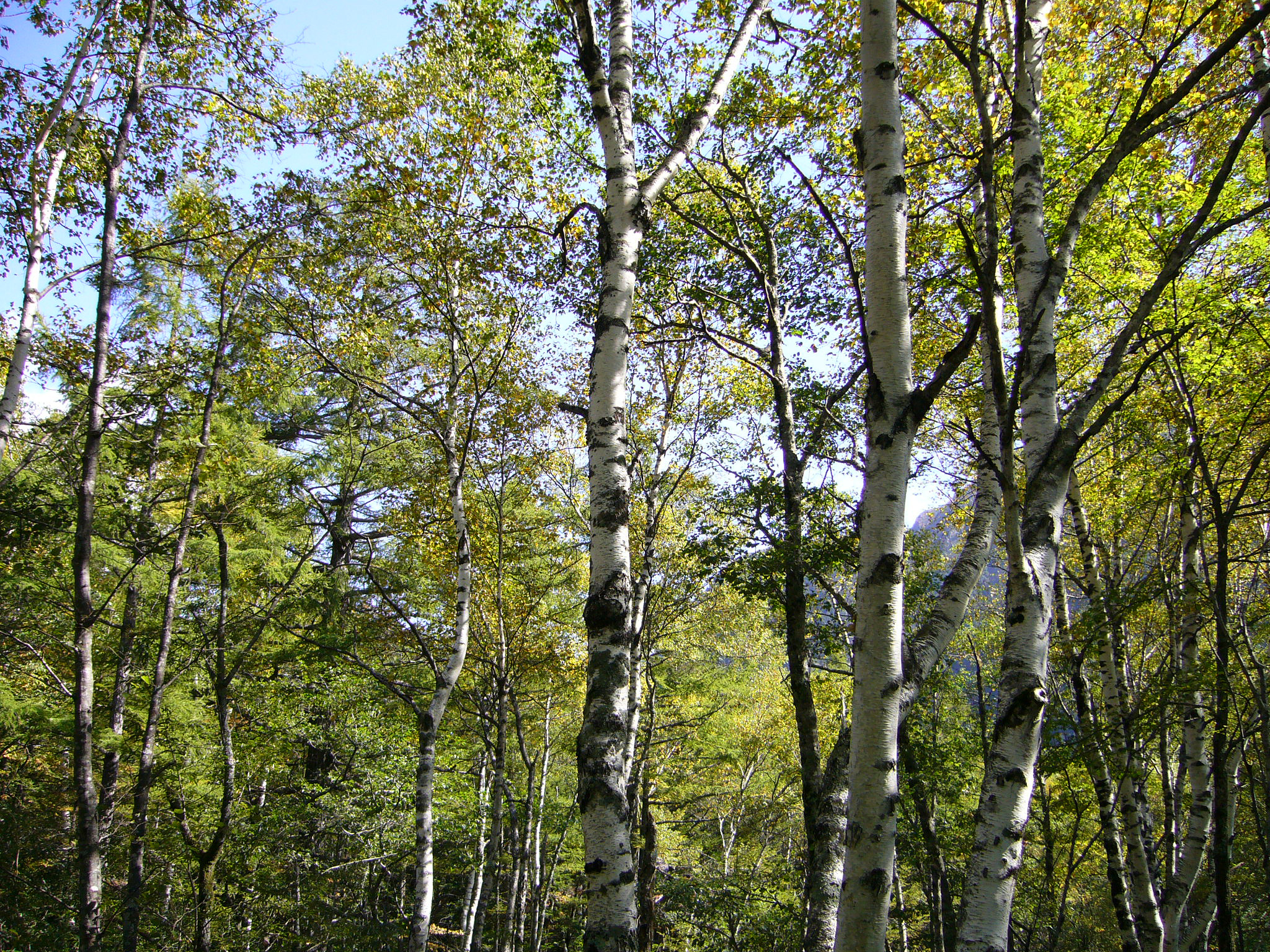
Spécimens de l'espèce Betula platyphylla étudiée par Soukatchev

- Что такое фитоценоз? [Qu'est-ce que la phytocénose?] // Сов. ботаника. 1934. № 5. pp. 4–18. [sténogramme d'un colloque à l'institut de botanique de l'Académie des sciences d'URSS, pp. 3–50]
- Идея развития в фитоценологии [L'Idée de développement de la phytocénologie] // Сов. ботаника. 1942. № 1—3. pp. 5–17.
- О принципах генетической классификации в биоценологии [À propos des principes de la classification génétique en biocénologie] // Журн. общ. биологии. 1944. Т. 5, № 4. pp. 213–227.
- Биогеоценология и фитоценология [Biogéocénologie et Phytocénologie] // Докл. АН СССР. 1945. Т. 47, № 6. pp. 447–449.
- О соотношении понятий «географический ландшафт» и «биогеоценоз» [À propos des relations réciproques relatives au paysage géographique et à la biogéocénose] // Вопросы географии. М. : Географгиз, 1949. Вып. 16. pp. 45–60.
- Общие принципы и программа изучения типов леса [Principes communs et programme d'étude des types de forêt] // Сукачёв В. Н., Зонн С. В. Методические указания к изучению типов леса. 2-е изд. Мoqcou : Изд-во АН СССР, 1961. pp. 9–75.
- Биогеоценоз как выражение взаимодействия живой и неживой природы на поверхности Земли : соотношение понятий «биогеоценоз», «экосистема», «географический ландшафт» и «фация» [La Biogéocénose comme expression réciproque de la nature vivante et non-vivante dans les zones supérieures de la Terre...] // Основы лесной биогеоценологии / под ред. В. Н. Сукачёва, Н. В. Дылиса. М. : Наука, 1964. pp. 5–49.
- Избранные труды в трех томах [Morceaux choisis en trois tomes] / под ред. Е. М. Лавренко. — Léningrad. : Наука. — Т. 1 : Основы лесной типологии и биогеоценологии. — 1972. — 419 pages ; Т. 2 : Проблемы болотоведения, палеоботаники и палеогеографии. — 1973. — 352 pages ; Т. 3 : Проблемы фитоценологии. — 1975. — 543 pages

### Traduction en anglais
- Sukachov V.N., Principles of classification of the spruce communities of European Russia // J. Ecology. Vol. 16, N 1. pp. 1–18, 1928.

## Hommages
De nombreux taxons ont été nommés en son honneur, dont:
- Aira sukatschewii Popl. ex Roshev.
- Deschampsia sukatschewii Roshev.
- Saussurea sukaczevii Lipsch.
- Senecio sukaczevii Schischk.
- Syncalathium sukaczevii Lipsch.
- Tephroseris sukaczevii (Siskin) Holub
- Betula × sukaczewii Soczava
- Climacoptera sukaczevii Botsch.
- Salsola sukaczevii (Botsch.) A.J.Li
- Sedum sukaczevii Maximova
- Carex sukaczovii V.I.Krecz.
- Astragalus sukaczevii Derviz-Sokolova & Elenevsky
- Aconitum sukaczevii Steinb.
- Pulsatilla sukaczewii Juz.
- Alchemilla sukaczevii V.N.Tikhom.
- Ulmus sukaczevii Andronov
- Viola × sukaczewii Vl.V.Nikitin